# Source-Seine
Source-Seine est une commune française située dans le département de la Côte-d'Or, en région Bourgogne-Franche-Comté. La Seine prend sa source sur son territoire.

## Géographie
La commune comprend deux hameaux : Saint-Germain, anciennement Saint-Germain-Source-Seine, et Blessey. La Seine y prend sa source à la limite est de la commune à 446 mètres d'altitude (47° 29′ 09″ N, 4° 43′ 01″ E). Le domaine entourant le site des sources de la Seine appartenait à la ville de Paris.

### Localisation
Le territoire de la commune est limitrophe de ceux de 6 communes :
| Frôlois                     | Frôlois, Chanceaux | Chanceaux          |
| Frôlois, Boux-sous-Salmaise | Source-Seine       | Poncey-sur-l'Ignon |
| Boux-sous-Salmaise          | Salmaise           | Bligny-le-Sec      |

Voici ci-dessous une carte représentant le découpage territorial des communes limitrophes :

### Climat
Pour des articles plus généraux, voir Climat de la Bourgogne-Franche-Comté et Climat de la Côte-d'Or.
En 2010, le climat de la commune est de type climat des marges montargnardes, selon une étude du Centre national de la recherche scientifique s'appuyant sur une série de données couvrant la période 1971-2000. En 2020, Météo-France publie une typologie des climats de la France métropolitaine dans laquelle la commune est exposée à un climat océanique altéré et est dans la région climatique  Lorraine, plateau de Langres, Morvan, caractérisée par un hiver rude (1,5 °C), des vents modérés et des brouillards fréquents en automne et hiver.
Pour la période 1971-2000, la température annuelle moyenne est de 10 °C, avec une amplitude thermique annuelle de 17,1 °C. Le cumul annuel moyen de précipitations est de 992 mm, avec 12,9 jours de précipitations en janvier et 8,5 jours en juillet. Pour la période 1991-2020, la température moyenne annuelle observée sur la station météorologique de Météo-France la plus proche, « Saint-Martin-du-M », sur la commune de Saint-Martin-du-Mont à 10 km à vol d'oiseau, est de 9,9 °C et le cumul annuel moyen de précipitations est de 938,1 mm,. Pour l'avenir, les paramètres climatiques de la commune estimés pour 2050 selon différents scénarios d'émission de gaz à effet de serre sont consultables sur un site dédié publié par Météo-France en novembre 2022.

## Urbanisme

### Typologie
Au 1er janvier 2024, Source-Seine est catégorisée commune rurale à habitat très dispersé, selon la nouvelle grille communale de densité à 7 niveaux définie par l'Insee en 2022.
Elle est située hors unité urbaine. Par ailleurs la commune fait partie de l'aire d'attraction de Dijon, dont elle est une commune de la couronne,. Cette aire, qui regroupe 333 communes, est catégorisée dans les aires de 200 000 à moins de 700 000 habitants,.

### Occupation des sols
L'occupation des sols de la commune, telle qu'elle ressort de la base de données européenne d’occupation biophysique des sols Corine Land Cover (CLC), est marquée par l'importance des territoires agricoles (54,4 % en 2018), une proportion identique à celle de 1990 (54,4 %). La répartition détaillée en 2018 est la suivante : terres arables (47,4 %), forêts (45,6 %), zones agricoles hétérogènes (4,8 %), prairies (2,3 %). L'évolution de l’occupation des sols de la commune et de ses infrastructures peut être observée sur les différentes représentations cartographiques du territoire : la carte de Cassini (XVIIIe siècle), la carte d'état-major (1820-1866) et les cartes ou photos aériennes de l'IGN pour la période actuelle (1950 à aujourd'hui).

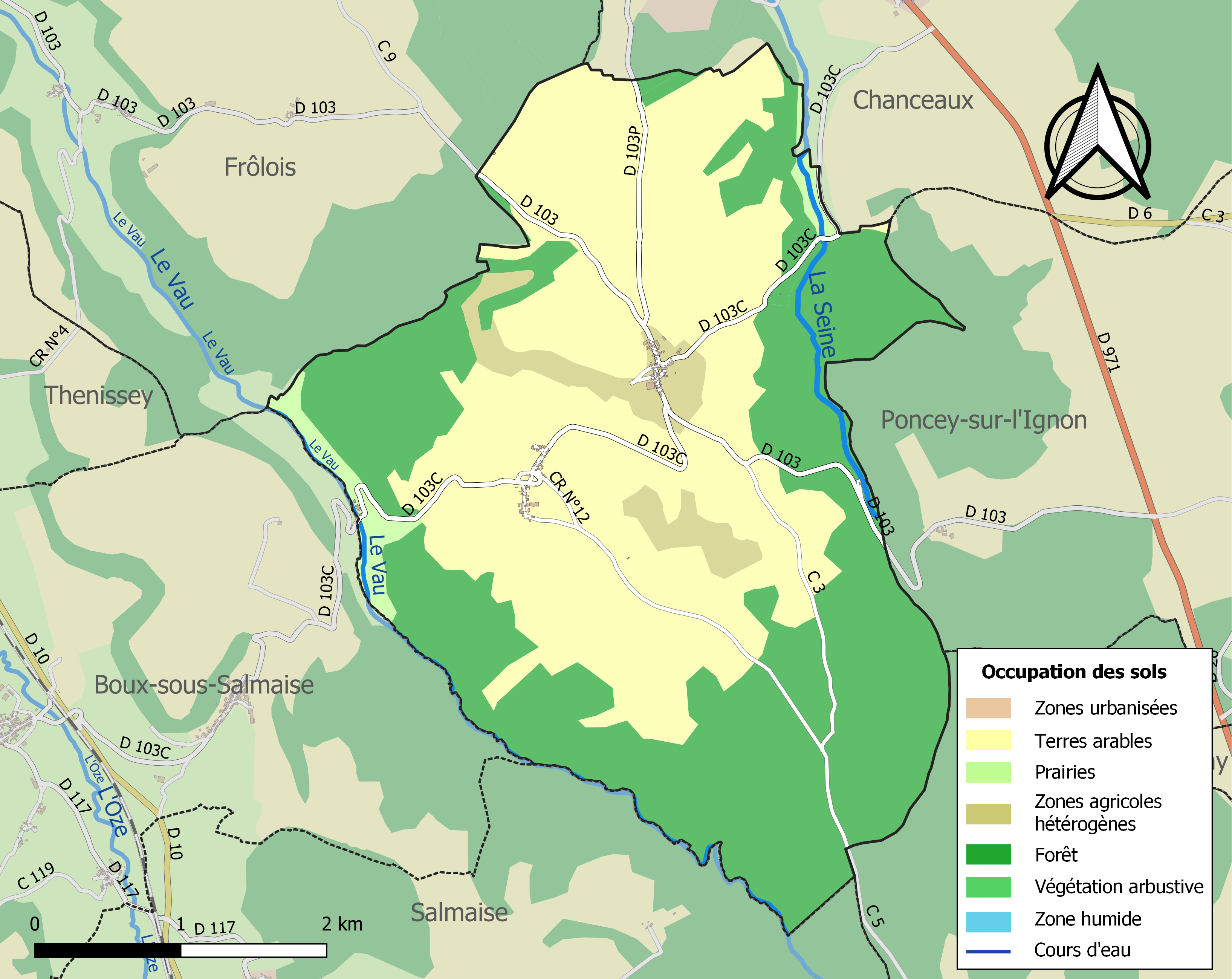
Carte des infrastructures et de l'occupation des sols de la commune en 2018 (CLC).

## Toponymie
Contrairement à la règle des noms des entités politiques et administratives, à la suite d'une consultation locale (« référendum local »), l'arrêté préfectoral du 30 septembre 2008 et le Journal officiel du 3 février 2009 mentionnent « Source Seine » (sans trait d'union) puis le Journal officiel du 14 mai 2009 apporte la correction « Source-Seine ». Le code officiel géographique est conforme à ce dernier Journal officiel.

## Histoire
La commune est issue de la fusion au 1er janvier 2009 des communes de Saint-Germain-Source-Seine et de Blessey.

## Politique et administration

### Liste des maires
| Période      | Période  | Identité              | Étiquette | Qualité                |
| ------------ | -------- | --------------------- | --------- | ---------------------- |
| 2009         | 2010     | Jean-Louis Bornier    | SE        | Éducateur              |
| 25 mars 2011 | 2014     | Marie-Jeanne Fournier | SE        | Animatrice culturelle  |
| 2014         | En cours | Sophie Louet          | SE        | Commerciale culturelle |

### Jumelages
- Verghereto (Italie) depuis 2002. La commune de Saint-Germain-Source-Seine a signé en 2001 une « Charte d'amitié » et en 2002 un « acte de Jumelage » avec la commune de Verghereto qui a sur son territoire la source du Tibre, fleuve traversant Rome capitale de l'Italie et jumelée à Paris. C'est donc un jumelage entre communes ayant sur leur territoire les sources d'un fleuve traversant une capitale d'Europe. La commune de Source-Seine est jumelée avec Verghereto depuis la fusion de communes.

## Population et société

### Démographie
L'évolution du nombre d'habitants est connue à travers les recensements de la population effectués dans la commune depuis 1793. Pour les communes de moins de 10 000 habitants, une enquête de recensement portant sur toute la population est réalisée tous les cinq ans, les populations de référence des années intermédiaires étant quant à elles estimées par interpolation ou extrapolation. Pour la commune, le premier recensement exhaustif entrant dans le cadre du nouveau dispositif a été réalisé en 2006.

En 2022, la commune comptait 60 habitants, en évolution de −1,64 % par rapport à 2016 (Côte-d'Or : +0,82 %, France hors Mayotte : +2,11 %).
| 1793 | 1800 | 1806 | 1821 | 1831 | 1836 | 1841 | 1846 | 1851 |
| ---- | ---- | ---- | ---- | ---- | ---- | ---- | ---- | ---- |
| 436  | 397  | 410  | 375  | 350  | 315  | 308  | 323  | 319  |

| 1856 | 1861 | 1866 | 1872 | 1876 | 1881 | 1886 | 1891 | 1896 |
| ---- | ---- | ---- | ---- | ---- | ---- | ---- | ---- | ---- |
| 298  | 275  | 280  | 256  | 234  | 208  | 209  | 211  | 215  |

| 1901 | 1906 | 1911 | 1921 | 1926 | 1931 | 1936 | 1946 | 1954 |
| ---- | ---- | ---- | ---- | ---- | ---- | ---- | ---- | ---- |
| 165  | 159  | 146  | 132  | 130  | 163  | 104  | 109  | 109  |

| 1962 | 1968 | 1975 | 1982 | 1990 | 1999 | 2006 | 2011 | 2016 |
| ---- | ---- | ---- | ---- | ---- | ---- | ---- | ---- | ---- |
| 78   | 73   | 61   | 70   | 65   | 56   | 52   | 55   | 61   |

| 2021 | 2022 | - | - | - | - | - | - | - |
| ---- | ---- | - | - | - | - | - | - | - |
| 61   | 60   | - | - | - | - | - | - | - |

## Économie
- Agriculture céréalière.
- Élevage bovin et ovin.
- Artisanat d'art.
- Tourisme.

## Culture locale et patrimoine

### Lieux et monuments

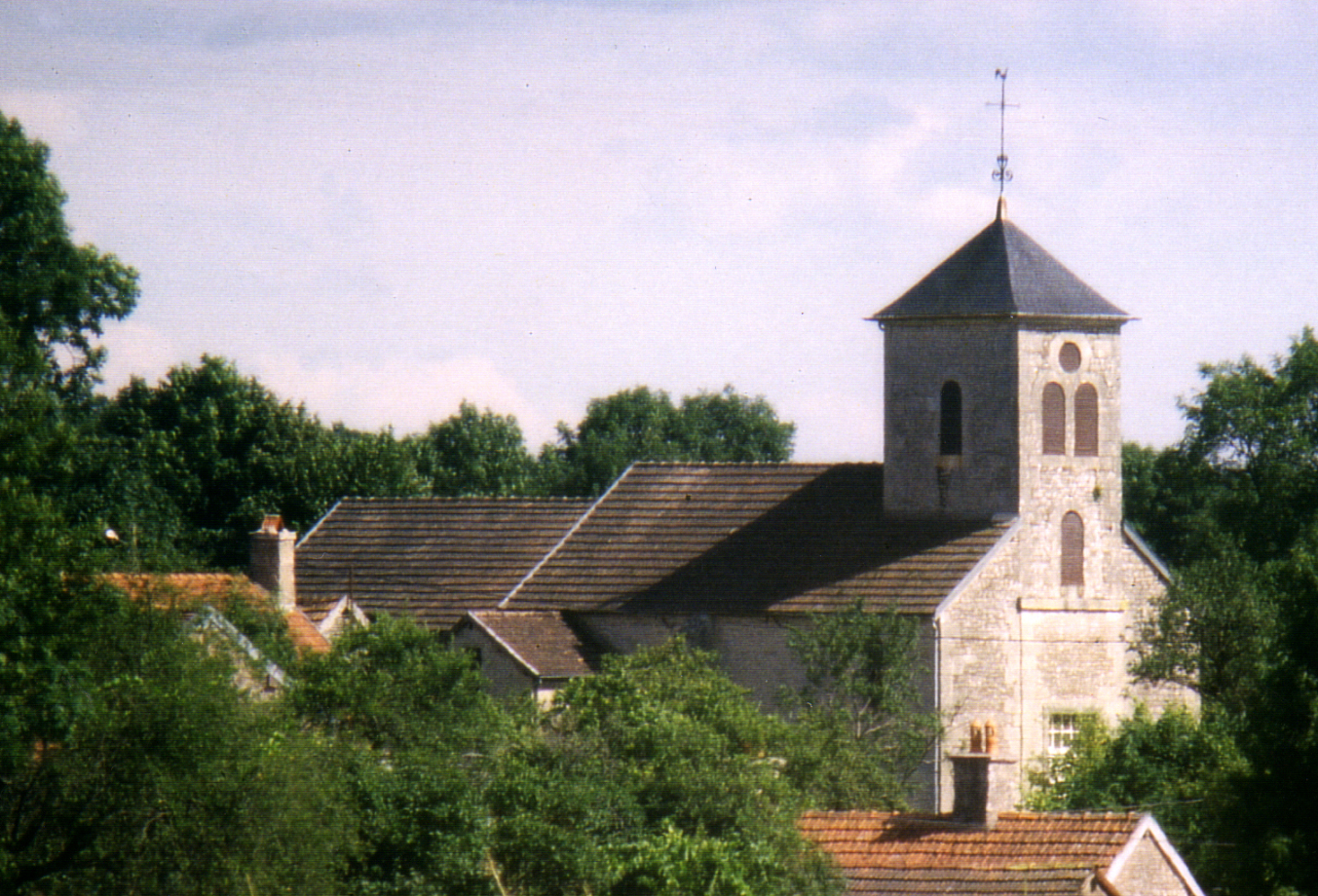
Église Notre-Dame de Saint-Germain-Source-Seine.

- Église romane Notre-Dame : chœur du XIIe siècle à meurtrières, nef du XVIIIe siècle, et clocher porche moderne. Inscription gallo-romaine sur une pierre (réemploi en provenance du sanctuaire gallo-romain des sources de la Seine).
- Chapelle Sainte-Anne de Blessey.
- Trois statues en bois polychromes.
- Sarcophages VIIIe siècle, de pierre en réemploi, dans les murs du cimetière.
- Cimetière avec sculpture scellée dans le mur à l'entrée (tête de Christ du XIIe siècle) croix du XVIIe siècle dans l'enclos.
- Calvaires du XVIIIe siècle au carrefour, l'un avec le Tilleul de la liberté, et l'autre devant la maison de l'Évêché
- Tilleuls datant du XVIIIe siècle dont un planté à la Révolution comme « arbre de la Liberté ».
- Deux monuments aux morts du XXe siècle à Saint-Germain et à Blessey.
- Lavoir de Blessey.

### Sources de la Seine

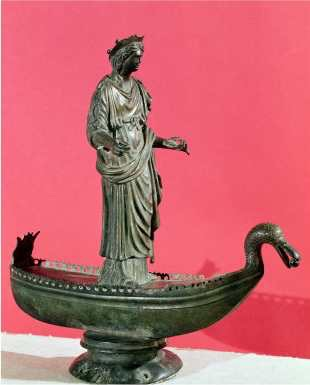
La déesse celtique Sequanna sur « bateau canard ».

Une des sources de la Seine est située dans le nymphée conçu au XIXe siècle par les architectes Gabriel Davioud, Victor Baltard et Combaz. À l'intérieur du nymphée, une statue de nymphe dite Nymphe des sources de la Seine est une copie de l'œuvre du sculpteur bourguignon François Jouffroy réalisée par Paul Auban.
La ville de Paris est propriétaire du domaine attenant aux sources de la Seine depuis 1864. Le site contient notamment les vestiges du sanctuaire gallo-romain dédié à la déesse Sequana (d'où le nom de Seine). Des milliers d'objets ont été découverts sur ce site archéologique. Les plus connus sont les deux statues en bronze découvertes par Henri Corot en 1933 dans une cache à l'est du sanctuaire. Il s'agit de la déesse Sequana et du faune, désignés par l'archéologue comme le trésor de la Seine. Le vase de Rufus contenant de nombreux ex-voto et des pièces de monnaie est désigné par Henri Baudot comme le trésor du sanctuaire. Tout ce mobilier, stèles, sculptures et la collection de plus de 300 ex-voto en bois (bois sculptés des sources de la Seine) découverts par Roland Martin et Simone Deyts entre 1963 et 1967, sont visibles au musée archéologique de Dijon.
La découverte dans le sanctuaire d'un fanum par Gabriel Grémaud et Roland Martin en fait un des lieux de cultes indigènes des Lingons, dédié à Sequana. Les campagnes de fouilles ont permis de trouver la source sacrée canalisée et deux bassins destinés aux ablutions des pèlerins venant au sanctuaire y déposer leurs ex-voto.

### Héraldique
| Blason de Source-Seine | Blason  | De sinople à la jumelle ondée d'argent en bande accompagnée en chef du lavoir du lieu aussi d'argent ouvert de sable et en pointe de la statue de la nymphe de la Seine aussi d'argent. |
| Blason de Source-Seine | Détails | Le statut officiel du blason reste à déterminer. |